# Trappistorden

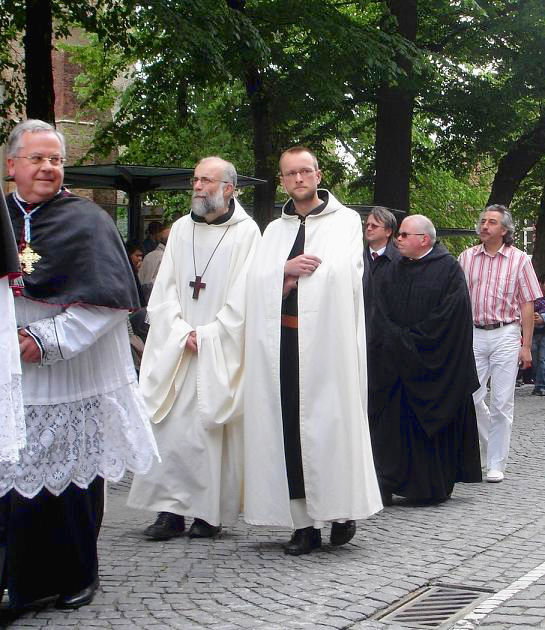
Trappistmunkar

Trappistorden är en romersk-katolsk munk- och nunneorden, ursprungligen en gren av cisterciensorden men senare räknad som en egen orden. Ordens formella namn är sedan 1892 Ordo Cisterciensis Strictioris Observantiæ - O.C.S.O.
Trappistorden uppstod i cisterciensklostret La Trappe i Normandie 1664; nunneorden grundades 1689 och kallas trappistiner. Den grundades av Armand Jean le Bouthillier de Rancé, efter att han blivit abbot 1663. Trappisterna fördrevs från Frankrike under franska revolutionen och spred sig i olika länder och världsdelar. Till ordensreglerna hör en ständig tystnad utom vid gudstjänsterna.
Trappistorden har blivit särskilt känd i nutiden genom den amerikanske munken och författaren Thomas Merton. Den har inte funnits i Norden, men väl i Tyskland, England och andra länder. Det trappistkloster som ligger längst ifrån La Trappe är Southern Star Abbey Kopua Takapau på Nya Zeeland.
Trappistorden har 150 kloster med omkring 3000 munkar och 2000 nunnor.
Vissa kloster inom orden sysslar med öltillverkning.